# Leptanthura thori
Leptanthura thori är en kräftdjursart som beskrevs av Barnard 1925. Leptanthura thori ingår i släktet Leptanthura och familjen Leptanthuridae. Inga underarter finns listade i Catalogue of Life.